# Riin Tamm
Pour les articles homonymes, voir Tamm.
Riin Tamm, née le 12 août 1981 à Tartu, est une généticienne estonienne travaillant à l'Université de Tartu, et une vulgarisatrice scientifique.

## Biographie
Riin Tamm naît le 12 août 1981 à Tartu et grandit dans le village de Peri, près de Põlva. Elle est la fille de deux médecins. Elle fréquente la high school Miina Harma à Tartu, entre 1997 et 2000. De 2001 à 2005, elle fait ses études de premier cycle à l'Université de Tartu et y étudie le diagnostic moléculaire. De 2005 à 2007, elle fait son master puis commence son Philosophiæ doctor.
Sa thèse, préparée sous la direction d'Andres Metspalu (en) et de Kersti Oselin, s'intitule Human thiopurine methyltransferase pharmacogenetics: genotype-phenotype correlation and haplotype analysis in the Estonian population. En 2011, elle est choisie comme l'une des vingt six scientifiques à voyager en Estonie et à participer à des événements dans les écoles et les institutions académiques.

## Publications
Riin Tamm est l'auteur ou le coauteur de divers articles sur des sujets liés à la génétique humaine et à la gérontologie, dont les suivants :
- Milek, M., Smid, A., Tamm, R., Karas Kuzelicki, N., Metspalu, A. et Mlinaric-Rascan, I., « Post-translational stabilization of thiopurine S-methyltransferase by S-adenosyl-L-methionine reveals regulation of TPMT*1 and *3C allozymes. », Biochemical Pharmacology, vol. 83, no 7,‎ 2012, p. 969–976 (PMID 22274639, DOI 10.1016/j.bcp.2012.01.010)
- R. Tamm, « Novel human pathological mutations. Gene symbol: SPAST. Disease: Hereditary spastic paraplegia », Human Genetics, vol. 127, no 1,‎ 2010, p. 112 (PMID 20108387)
- Tamm, Riin, Saks, Kai et Pääsuke, Mati, « Research on ageing and longevity in Estonia », Reviews in Clinical Gerontology (en), vol. 20, no 2,‎ 2010, p. 154–159 (DOI 10.1017/s0959259810000134, lire en ligne)
- Kuningas, M., May, L., Tamm, R., van Bodegom, D., van den Biggelaar, A. H. J., Meij, J. J., Frölich, M., Ziem, J. B., Suchiman, H. E. D., Metspalu, A., Slagboom, P. E. et Westendorp, R. G. J, « Selection for Genetic Variation Inducing Pro-Inflammatory Responses under Adverse Environmental Conditions in a Ghanaian Population », PLoS ONE, vol. 4, no 11,‎ 2009, e7795 (PMID 19907653, PMCID 2771352, DOI 10.1371/journal.pone.0007795)
- Tamm, R., Oselin, K., Kallassalu, K., Magi, R., Anier, K., Remm, M. et Metspalu, A., « Thiopurine S-methyltransferase (TPMT) pharmacogenetics: three new mutations and haplotype analysis in the Estonian population », Clinical Chemistry and Laboratory Medicine (en), vol. 46, no 7,‎ 2008, p. 974–979 (PMID 18605963, DOI 10.1515/CCLM.2008.187)
- Oselin, K., Anier, K., Tamm, R., Kallassalu, K. et Mäeorg, U., « Determination of thiopurine S-methyltransferase (TPMT) activity by comparing various normalization factors: Reference values for Estonian population using HPLC-UV assay. », Journal of Chromatography B, vol. 834, nos 1–2,‎ 2006, p. 77–83 (PMID 16517227, DOI 10.1016/j.jchromb.2006.02.031)

Selon Web of Science, ses publications sont citées 23 fois, donnant à Tamm un indice h de 3.